# Niaux
Niaux település Franciaországban, Ariège megyében. Lakosainak száma 151 fő (2022. január 1.). Niaux Alliat, Capoulet-et-Junac, Larnat, Miglos, Ornolac-Ussat-les-Bains, Tarascon-sur-Ariège és Ussat községekkel határos.

## Népesség
A település népességének változása:
| Lakosok száma | 228  | 230  | 226  | 195  | 178  | 182  | 165  | 154  | 154  | 151  |
|               | 1968 | 1982 | 1990 | 2006 | 2013 | 2015 | 2017 | 2019 | 2020 | 2022 |